# Leochares

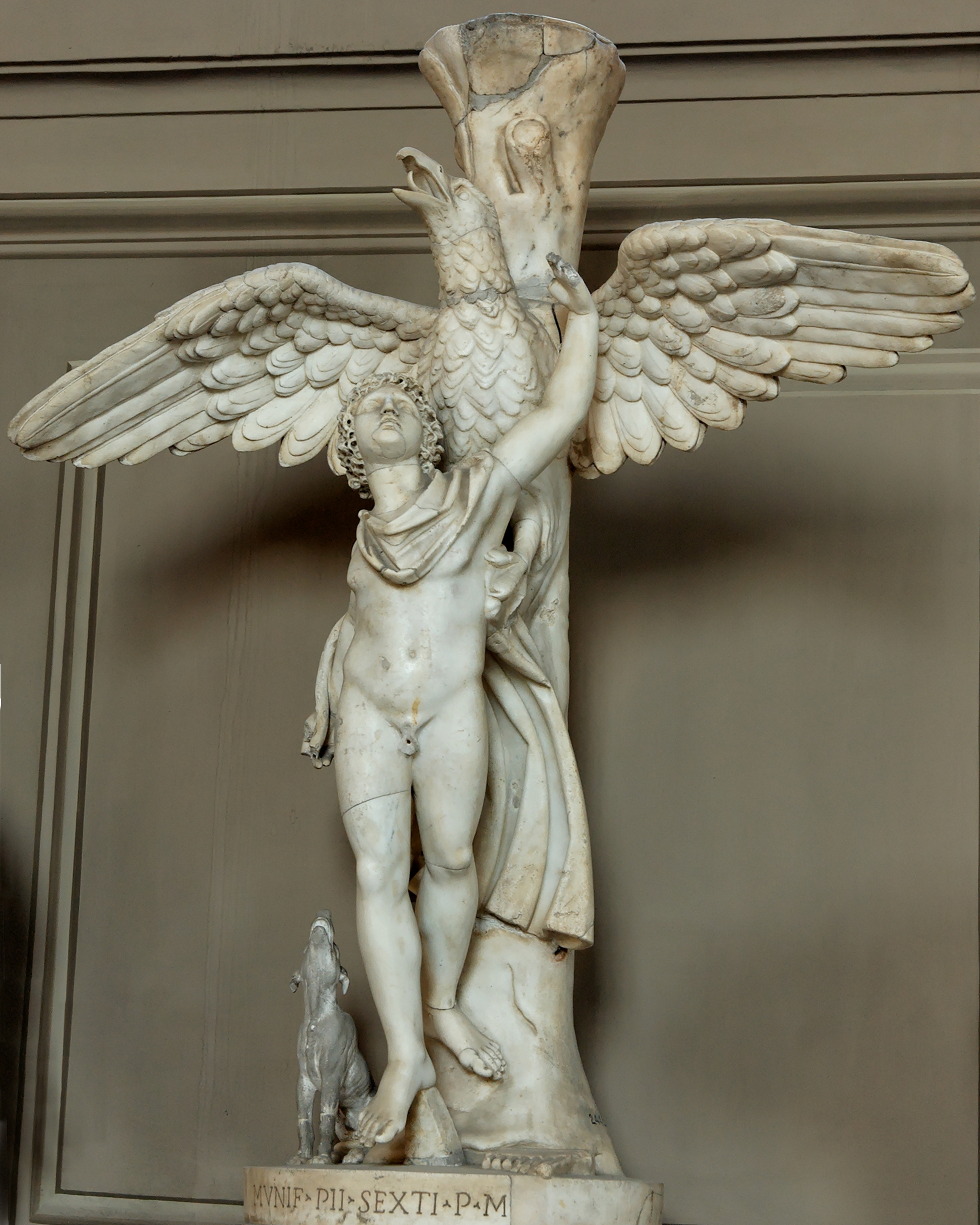
Der Adler entführt Ganymed (Kopie: Rom, Vatikan)

Leochares (griechisch Λεοχάρης Leochárēs) war ein griechischer Bildhauer zur Zeit Philipps von Makedonien und Alexanders des Großen. Er war in Athen tätig und gehörte der mittleren attischen Schule an.
Er verfertigte mehrere Zeusstatuen, Bilder des Apollon und Ares, einen Ganymed, vom Adler emporgetragen (der in der bekannten vatikanischen Gruppe kopiert zu sein scheint, ein Werk von genialer Erfindung), einen jungen Händler sowie eine Statue des von den Dreißig Tyrannen hingerichteten Athleten Autolykos, die später am Prytaneion (Rathaus) in Athen aufgestellt wurde; ferner in Gemeinschaft mit Lysipp: Alexander auf der Löwenjagd, in Erz, dann auf Bestellung Philipps von Makedonien nach der Schlacht von Chaironeia die Statuen im Philippeion zu Olympia: Philipp, Alexander, Amyntas, Olympias und Eurydike, in Gold und Elfenbein. Leochares wird auch der bekannte Apollo von Belvedere sowie die Artemis von Versailles zugeschrieben.
Mit Sthennis war er auch am Monument der Familie des Andätes und Pasikles auf der Akropolis zu Athen beschäftigt, mit Skopas, Bryaxis u. a. am Mausoleum von Halikarnassos, dessen westliche Seite er mit Skulpturen schmückte.
Platon erwähnt ihn in seinem (von manchen Wissenschaftlern für unecht gehaltenen) „Dreizehnten Brief“ und nennt ihn dort einen „jungen und tüchtigen Künstler“. Er kaufte bei ihm im Auftrag des Tyrannen Dionysios II. eine Apollo-Statue, die er dem Auftraggeber nach Syrakus sandte.